# Myrmecozela paurosperma
Myrmecozela paurosperma är en fjärilsart som beskrevs av Edward Meyrick 1926. Myrmecozela paurosperma ingår i släktet Myrmecozela och familjen äkta malar. Inga underarter finns listade i Catalogue of Life.